# Сиквел
Сіквел або си́квел (з англ. sequel — «продовження») — художній твір (роман, кінофільм), який продовжує сюжет іншого відомого художнього твору.
Часто твір-продовження отримує порядковий номер, а грають у ньому ті самі актори/персонажі. Першим сіквелом із цифрою в назві був фільм «Квотермасс-2» (1957), однак розповсюдилась ця тенденція лише на межі 70-х-80-х років, з появою низки пронумерованих продовжень «Роккі» (1976—1990) і «Супермена» (1978—1987). Як правило, сіквели механічно дотримуються вдалої формули оригіналу, не вносячи до неї нічого нового. Винятком, зокрема, є три фільми серії «Чужий» (1979—1992), кожна з яких належить до різних жанрів. Часто низки сіквелів перетворюються на медіафраншизи. Сіквел сіквела, тобто третя частина серії послідовних творів, є триквелом; четверту частину називають квадриквел.